# 華士標
華士標（1552年—1607年），原名華道任，更名士標，字英甫，號晴宇、暗宇，南直隶常州府无锡县人。明朝政治人物、同進士出身。

## 生平
萬曆四年（1576年）丙子科舉人，十七年（1589年）己丑科進士，户部觀政，十月授浙江鄞县知县，二十一年七月母亲去世丁忧，服除，二十六年起补河南夏邑知县，二十七年調丰城县，二十九年升刑部主事，三十三年五月往浙江恤刑，升员外郎，三十四年官至刑部郎中，三十五年卒，年五十六。

## 家族
曾祖華津，成化进士，山西右参政。父華坊（？-1576年），處士，贈文林郎鄞县知县；嫡母张氏（1517年-1593年），封孺人；生母李氏。弟華士楨。士標娶倪氏，生子象觀、象謙、象升。